# Projection de Hölzel

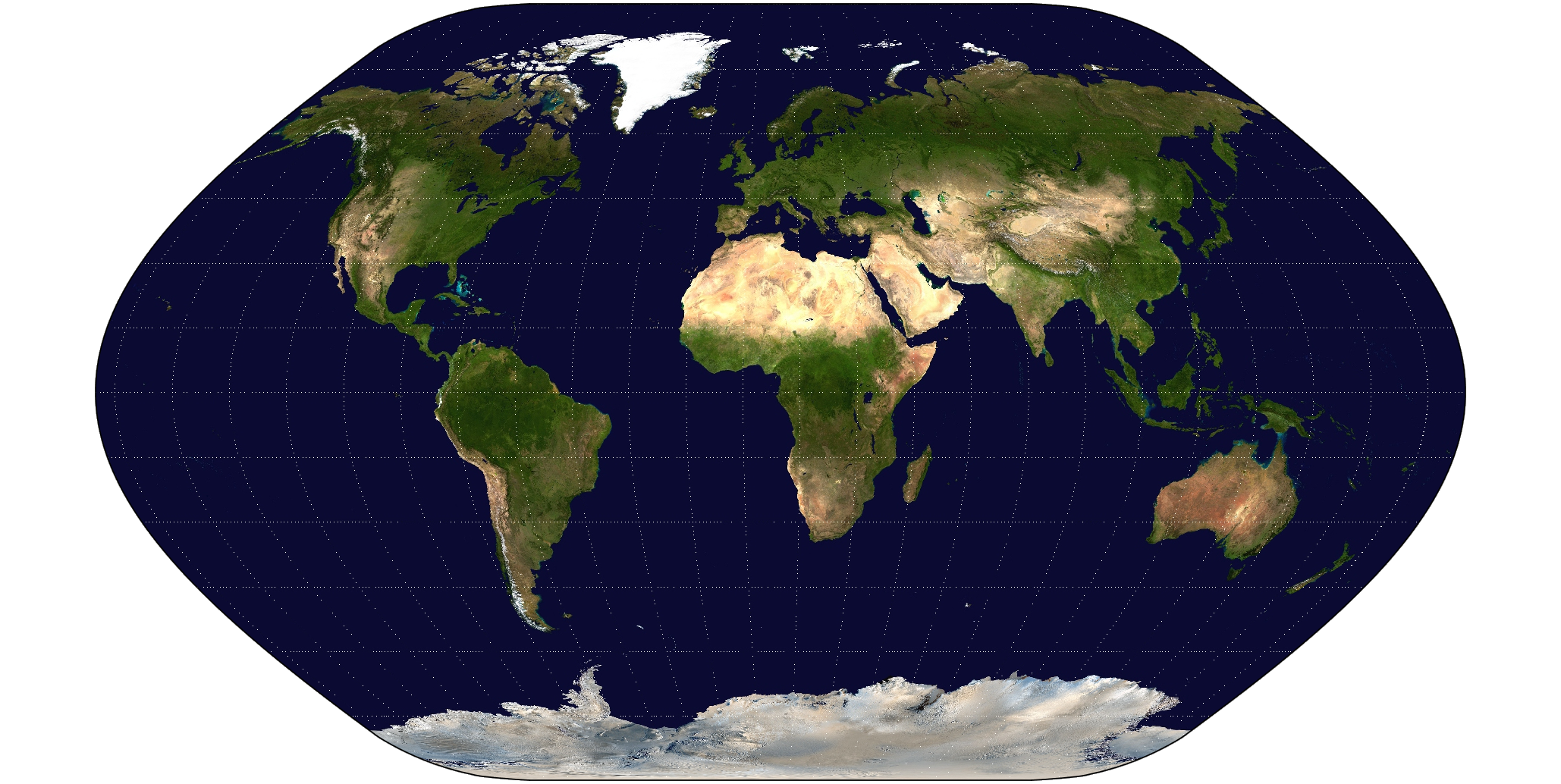
Projection Hölzel (pseudocylindrique) d'une image visible de la Terre collectée par l'expérience Earth Observatory de l'agence spatiale NASA du gouvernement américain. Le réticule est de 15 degrés de latitude et de longitude.

La projection Hölzel, également appelée planisphère Hölzel, est une projection cartographique sinusoïdale pseudo-cylindrique développée par la maison d'édition viennoise Ed. Hölzel. Elle a été utilisée pour la première fois pour l'atlas Kozenn de 1951 et est toujours utilisée aujourd'hui en Autriche.

## Caractéristiques
La projection est un dessin de réseau cartographique avec des latitudes de longueurs inégales parallèles et équidistantes, les pôles étant représentés sous la forme d'une ligne polaire. Jusqu'à une latitude de 80°, les cercles de longitude sont représentés sous forme de courbes sinusoïdales, et plus au nord, ils sont ellipsoïdaux jusqu'au pôle. Elle n'est fidèle à l'angle ni à la surface, et aucun point de la carte n'est exempt de distorsion.
Cette projection est une variante de la projection d'Eckert V, avec laquelle elle partage le  caractère pseudocylindrique et équidistant.